# Bleu de Gex
El bleu de Gex és un formatge blau francès dels altiplans de l'Alt Jura a cavall dels departaments d'Ain i de Jura, a la regió del Franc-Comtat. És anomenat també bleu de Septmoncel o bleu du Haut-Jura.
Va rebre la denominació d'origen controlada (AOC, del francès appellation d'origine contrölée) el 20 de setembre de 1977 i té la denominació d'origen protegida (DOP) a nivell europeu pel Reglament (la CE) n.º 1107/96 de la Comissió de 12 de juny de 1996, com «Bleu du Haut-Jura, de Gex, de Septmoncel».

## Història
Els monjos de l'Abadia de Saint-Claude ja el fabricaven al segle xiii. Aquests monjos provenien del Delfinat i des d'on portaren les tècniques d'elaboració de formatge blau.

## Fabricació
El salat sec, que es fa al llarg de diversos dies, com en el passat, li dona a la crosta i al formatge la seva especial textura. Se'l deixa madurar durant, almenys, 3 setmanes, encara que el temps normal és que siguin 2-3 mesos. Durant l'afinat, s'insereix aire amb una xeringa a la pasta per permetre que la floridura creixi internament. La producció del 1998 fou de 498 tones (-3,9% respecte a 1996), el 100% amb llet crua. És obligatori, legalment, mostrar el logo INAO i l'acrònim, la frase Appellation d'Origine Contrôlée i el nom del formatge. La paraula «Gex» està impresa en relleu sobre la crosta.